# Bernadett Baczkó
Bernadett Baczkó (ur. 8 stycznia 1986) – węgierska judoczka. Olimpijka z Pekinu 2008, gdzie zajęła siódme miejsce w wadze lekkiej.
Brązowa medalistka mistrzostw świata w 2007; uczestniczka zawodów w 2011. Startowała w Pucharze Świata w latach 2003, 2004, 2006-2009 i 2011-2013. Piąta na mistrzostwach Europy w 2006. Druga na akademickich MŚ w 2006 roku.

## Letnie Igrzyska Olimpijskie 2008
| Konkurencja | Eliminacje          | Repasaże               | Repasaże              | Klas. końcowa |
| Konkurencja | Przeciwnik I        | Przeciwnik II          | Przeciwnik I          | Miejsce       |
| ----------- | ------------------- | ---------------------- | --------------------- | ------------- |
| 57 kg       | Mária Pekli (AUS) P | Nesria Jelassi (TUN) Z | Barbara Harel (FRA) P | 7.            |